# イーゼルの上の自画像
『イーゼルの上の自画像』（イーゼルのうえのじがぞう、露: Автопортрет на мольберте、英: Self-Portrait on an Easel）は、イタリアのバロック絵画の巨匠アンニーバレ・カラッチが1603-1604年にキャンバス上に油彩で制作した絵画である。現在、サンクトペテルブルクにあるエルミタージュ美術館内の新エルミタージュ宮殿231号室に展示されている (目録番号 GE-148)。本作に描かれている自画像は、現在フィレンツェのウフィツィ美術館に所蔵されている『自画像』で繰り返されており、本作と同様の『イーゼルの上の自画像』 (1595年) も同じくウフィツィ美術館に所蔵されている。

## 作品

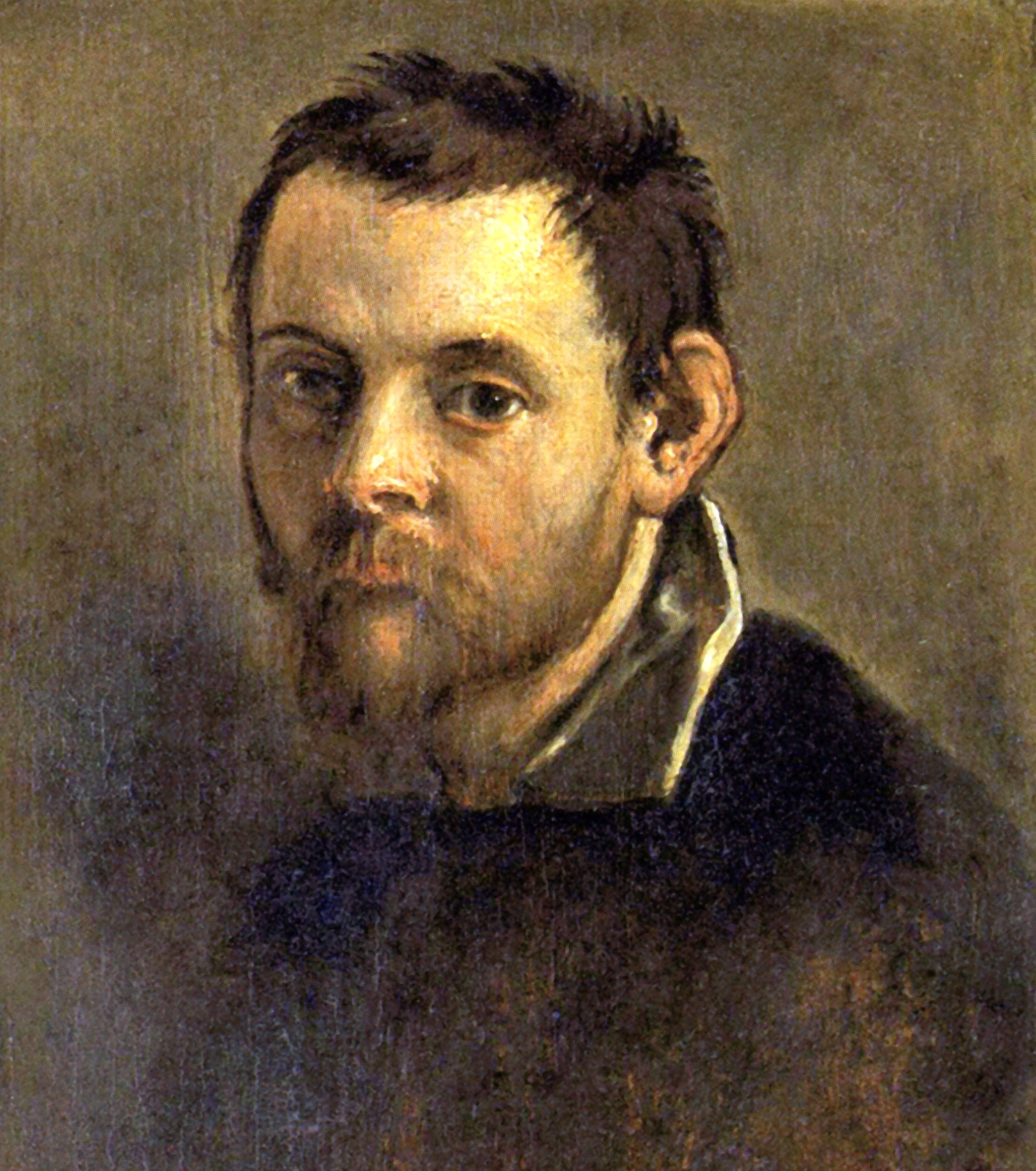
ウフィツィ美術館の『自画像』

本作はイーゼルの上に載った画家の自画像であり、画中画の形式を取る、きわめてユニークなものである。画家は30歳代と考えられるが、もう少し若く見ることも可能であろう。パレットがイーゼルから下がり、イーゼルの脚の背後に犬が、画面上部左側の窓の前に女性のシルエットが描かれている。犬の描写には、カリカチュアの名手としての画家の技量が反映している。
裸眼でも最初の下絵が見えるが、最初の意図では自画像が画面全体を占めるものであったことがわかる。1603-1605年の絵画のための素描 (ロイヤル・コレクション、ウィンザー城)  は、自画像だけのものと本作に見られる最終的なものを示している。しかし、最終的な素描で予定されていた背景には絵画において数か所の変更がなされている。
エルミタージュ美術館の1958年の目録は作品を1590年代のものとしていた。しかし、デニス・マホンは1595年ごろの制作であると主張し、他の研究者たちは1604年ごろの制作であるとしていた。2006年に、作品がイタリアに貸し出された際、エルミタージュ美術館とウフィツィ美術館の専門家たちは共同研究を行い、本作をウフィツィ美術館の『自画像』と比較した結果、1603-1604年 (ウィンザー城の素描と同じ) の制作であると結論を出すにいたった。
本作の初期の歴史は不明である。1740年にはクロザ・コレクション (Crozat Collection) の目録にあり、ティントレットに誤って帰属されていたが、その誤りは1755年に別の目録が出るまでには訂正された。作品は1772年にロシア女帝エカチェリーナ2世に購入され、現在の所蔵先であるエルミタージュ美術館に配置された。